# Lokvari
Lokvari so naselje v mestu Banjaluka, Bosna in Hercegovina. 

## Deli naselja
Brđani, Grujići, Ilići, Lokvari, Milanovići, Savanovići, Sladojevići, Šarići, Vujerići in Vulin. 

## Prebivalstvo
| Pregled števila prebivalcev po letih | Pregled števila prebivalcev po letih | Pregled števila prebivalcev po letih | Pregled števila prebivalcev po letih | Pregled števila prebivalcev po letih | Pregled števila prebivalcev po letih |
| ------------------------------------ | ------------------------------------ | ------------------------------------ | ------------------------------------ | ------------------------------------ | ------------------------------------ |
| 1948                                 | 1953                                 | 1961                                 | 1971                                 | 1981                                 | 1991                                 |
| -                                    | -                                    | 687                                  | 465                                  | 365                                  | 325                                  |

| Narodna sestava prebivalstva po letih                                                                                      | Narodna sestava prebivalstva po letih                                                                                      | Narodna sestava prebivalstva po letih                                                                                      |
| --- | --- | --- |
| 1971 | 1981 | 1991 |
| . skupaj: 465 Srbi 462 (99,35 %) Hrvati 0 (0,00 %) Muslimani 0 (0,00 %) Jugoslovani 0 (0,00 %) drugi in neznano 3 (0,64 %) | . skupaj: 365 Srbi 357 (97,80 %) Hrvati 0 (0,00 %) Muslimani 0 (0,00 %) Jugoslovani 8 (2,19 %) drugi in neznano 0 (0,00 %) | . skupaj: 325 Srbi 322 (99,07 %) Hrvati 0 (0,00 %) Muslimani 0 (0,00 %) Jugoslovani 0 (0,00 %) drugi in neznano 3 (0,92 %) |